# Volgatyska ASSR
Volgatyska ASSR, Volgatyska autonoma socialistiska sovjetrepubliken, var ett självstyrande område inom Ryska SFSR i Sovjetunionen mellan 1918 och 1941. Huvudstad var Engels, som fram till 1931 bar namnet Pokrovsk eller Kosakenstadt.
Republiken bildades 1918 som en följd av den ryska revolutionen året innan. Volgatyska arbetarkommunen bildades då genom ett dekret från Sovjetrysslands regering. År 1924 fick området status som autonom republik inom Ryska SFSR. Den volgatyska minoriteten utgjorde mer än halva folkmängden i området. Det tyska språket hade officiell status och tyskar uppmuntrades att ha ledande ställningar i samhället. År 1939 fanns det 366 685 etniska tyskar i området, nästan två tredjedelar av hela befolkningen.
Den tyska invasionen av Ryssland 1941 innebar slutet för den Volgatyska republiken. Josef Stalin upplöste republiken och skickade stora delar av den tyska befolkningen i exil till Kazakstan och Sibirien. Många sattes i arbetsläger enbart baserat på deras ursprung. Formellt sett upplöstes republiken 7 september 1941.